# Barre de Cadoue
La Barre de Cadoue est une colline de France située en Guadeloupe. Elle constitue l'escarpement en arc de cercle du plateau formant le nord de Grande-Terre, reste d'un atoll surélevé. Faisant face au sud et à l'est, le coteau culmine à 84 mètres d'altitude juste à l'est du hameau de Massioux sur la commune de l'Anse-Bertrand. Son extrémité nord-est est à l'origine de l'échancrure littorale du lagon de la Porte d'Enfer et s'avance en mer un peu plus au nord en formant le cap du Piton.
Outre à ses deux extrémités le long du littoral, la colline peut être franchie en deux points au niveau des hameaux de Massioux et du Haut-de-la-Montagne dont le toponyme provient directement de son emplacement sur le rebord du plateau. La montagne Vercinot est le nom de l'escarpement à son extrémité sud, au sud-ouest du Haut-de-la-Montagne.